# 樋口好雄
樋口 好雄（ひぐち よしお、1962年 - ）は、日本の指揮者、自衛官。第18代海上自衛隊東京音楽隊隊長、IMMS（国際軍楽協会）国際委員および日本代表を歴任。

## 来歴
神奈川県出身。神奈川県立大和高等学校を経て駒澤大学卒業。1981年に海上自衛隊入隊。護衛艦「あやなみ」勤務後、打楽器奏者として東京音楽隊配属。
1985年、遠洋練習航海参加（オセアニア、東南アジア、インド方面）。1993年、幹部候補生学校（江田島）卒業。横須賀音楽隊勤務。
1994年に東京藝術大学研修後、呉音楽隊、東京音楽隊勤務。1998年、大湊音楽隊音楽科長。1999年、東京音楽隊音楽科長。
2003年、舞鶴音楽隊長。2005年、自衛隊福井地方協力本部広報室長。2007年、呉音楽隊長。
2009年、桐朋学園大学音楽学部指揮科研究生。 課程修了後、2011年に大湊音楽隊長。 
2013年10月、第16代横須賀音楽隊長。2014年12月、横須賀音楽隊が米国ジョン・フィリップ・スーザ財団より、世界の優秀な軍楽隊コンサートバンドに贈られる最も名誉ある賞「ジョージ・ハワード大佐顕彰」（スーザ賞）を受賞。海上自衛隊では初の受賞。
指揮法を遠藤雅古、汐澤安彦、山本七雄に、打楽器全般を雨宮靖和、ラテンパーカッションを小野寺猛に師事。
2016年8月29日、東京音楽隊隊長に就任。2018年、東京音楽隊が「ジョージ・ハワード大佐顕彰」（スーザ賞）受賞。海上自衛隊音楽隊では横須賀音楽隊に続き2度目の受賞。同じ団体から2つのバンドの受賞は日本初。
2022年9月17日、1等海佐に昇任、退官。

## 受賞
- 2014年　横須賀音楽隊「ジョージ・ハワード大佐顕彰」（スーザ賞）海上自衛隊で初の受賞※
- 2018年　東京音楽隊「ジョージ・ハワード大佐顕彰」（スーザ賞）2度目の受賞　※以上、音楽隊長として

## ディスコグラフィ
指揮作品
- 高橋宏樹マーチ作品集 行進曲「金曜日のカレー」ワコーレコード/ Wako Records、録音：2019年。「レコード芸術」誌（2020年8月号）準特選盤に選出
- 片岡寛晶作品集 Vol.2「想いの和々 - revive」ブレーン・ミュージック/ Brain Music、録音：2018年
- 「SING JAPAN - 心の歌 -」（ヴォーカル:川上良司、三宅由佳莉）ユニバーサルミュージック/ UNIVERSAL MUSIC、録音：2017年[5][6]
- 「プレリューディオ・エスプレッシーヴァ　天文学者」ブレーンミュージック、録音：2017年